# حزین (گوشه موسیقی)
حزین یک گوشه است که در ردیف موسیقی ایرانی در چند دستگاه مختلف طبقه‌بندی می‌شود.
گوشهٔ حزین در واقع یک نوع ملودی است که در تمام دستگاه‌ها قابل اجراست. این گوشه در دستگاه نوا پس از گوشهٔ بیات راجه، در دستگاه شور پس از گوشهٔ قجر، در سه‌گاه و چهارگاه پس از گوشهٔ مغلوب، و در دستگاه ماهور و راست‌پنج‌گاه پس از قسمتی بدون متر گوشهٔ عراق اجرا می‌شود. گوشهٔ حزین موزون است (متر مشخص دارد)، و معمولاً با تکرار سریع یک نت شروع می‌شود و پس از آن درجه بعدی تکرار می‌شود، نت اصلی دوباره تکرار می‌شود و تدریجاً این نت‌های تکراری ادامه می‌یابند و به درجات پایین‌تر می‌روند تا جایی که به نت پایه دستگاه برسند. این گوشه معمولاً ملایم و غمگین نواخته می‌شود. موسی معروفی به جز موارد بالا، به اجرای گوشهٔ حزین در آوازهای ابوعطا، بیات ترک و بیات اصفهان و دستگاه همایون نیز اشاره کرده‌است.